# Adoni Maropis
Adoni Maropis (* 20. Juli 1963 in Pittsburgh, Pennsylvania) ist ein US-amerikanischer Schauspieler.
Maropis begann seine Schauspielkarriere 1996 in der Fernsehserie High Incident. 2002 trat er als Jamar im Film Bad Company auf. 2004 spielte er in den Filmen Hidalgo – 3000 Meilen zum Ruhm (als Sakr) und Troja (als Agamemnons Offizier) mit. Nach drei Jahren ohne Aktivität im Filmgeschäft spielte er im Jahr 2007 im Film The Bone Eater die Rolle des Johnny Black Hawk. Im selben Jahr spielte er auch in der Serie 24 den Terroristen Abu Fayed.

## Filmografie (Auswahl)
- 1998–1999: Mortal Kombat: Conquest (Fernsehserie, 4 Folgen)
- 2002: The Scorpion King
- 2002: Bad Company – Die Welt ist in guten Händen (Bad Company)
- 2004: Hidalgo – 3000 Meilen zum Ruhm (Hidalgo)
- 2004: Troja (Troy)
- 2007: The Bone Eater
- 2007: 24 (Fernsehserie, 15 Folgen)
- 2008: Criminal Minds (Fernsehserie, Folge 4x01)
- 2014: Castle (Fernsehserie, Folge 7x09[1])

## Belege
1. ↑  Folge 7x09.

| Personendaten    | Personendaten                  |
| ---------------- | ------------------------------ |
| NAME             | Maropis, Adoni                 |
| KURZBESCHREIBUNG | US-amerikanischer Schauspieler |
| GEBURTSDATUM     | 20. Juli 1963                  |
| GEBURTSORT       | Pittsburgh, Pennsylvania       |